# خویه
خویه مرکز دهستان میانکوه موگویی از توابع بخش مرکزی شهرستان کوهرنگ در استان چهارمحال و بختیاری است.

## جمعیت
این روستا در دهستان میان کوه موگوئی قرار دارد و براساس سرشماری مرکز آمار ایران در سال ۱۳۸۵، جمعیت آن ۸۵۵ نفر (۱۴۲خانوار) بوده‌است.